# Poste de péage et de pesage de Bétérou
Pour un article plus général, voir Péages et pesages au Bénin.
Le Poste de péage et de pesage de Bétérou est une infrastructure routière du réseau routier national du Bénin.

## Histoire
Le poste est créé pour assurer une récupération partielle des coûts auprès des usagers afin d’accroître les ressources du Fonds Routier.

### Localisation
Il est situé au centre du Bénin dans la commune de Tchaourou, sur la route nationale inter-états 6 (RNIE 6), reliant Parakou à Djougou. Il fait partie des 10 postes de péage et de pesage dont dispose le réseau routier béninois en 2020.